# Johan Willem Frisokazerne (Ede)
De Johan Willem Frisokazerne of JWF-kazerne is een voormalige infanteriekazerne in de Gelderse plaats Ede. Sinds 2014 is hier Akoesticum gevestigd; een landelijk oefencentrum voor de podiumkunsten.
De kazerne maakte tot eind 2010 deel uit van het kazernecomplex Prins Mauritskazerne, waartoe ook de Van Essenkazerne, Mauritskazerne, Arthur Koolkazerne en P.L. Bergansiuskazerne behoorden. Het hoofdgebouw van de kazerne is gebouwd in neorenaissance-stijl. Architect is waarschijnlijk kapitein eerstaanwezend ingenieur Van Stolk. Het gebouw is van het zogenaamde lineaire type met achtervleugels en is sinds 2005 een rijksmonument.

## Geschiedenis
Ede werd begin 1900 aangewezen als garnizoensplaats vanwege de beschikbare oefenterreinen en de beschikbare bouwgrond. In de periode 1904-1906 werden als eerste twee naast elkaar gelegen infanteriekazernes gebouwd, die aangeduid werden als Infanteriekazerne I (de latere Mauritskazerne) en Infanteriekazerne II (de latere Johan Willem Frisokazerne). Het eerste onderdeel dat in kazerne II werd gelegerd was het 11e Regiment Infanterie (in 1913 omgenummerd naar 22 RI).
Tijdens de mobilisatie voor de Eerste Wereldoorlog kwamen er uit heel Nederland militairen naar Ede. Achter de kazerne werd een groot tentenkamp aangelegd om alle manschappen te herbergen.
In 1934 kreeg de kazerne de naam Johan Willem Frisokazerne, genoemd naar stadhouder en generaal Johan Willem Friso van Nassau-Dietz (1687-1711).
Aan het begin van de Tweede Wereldoorlog vocht het 22 RI bij de Grebbelinie. Na de capitulatie betrokken de Duitsers de kazerne en gaven hem (samen met de Mauritskazerne) de naam Kommodore Bonte Kaserne. Het werd vreemd genoeg een onderkomen voor de Kriegsmarine. Tijdens de Slag om Arnhem in 1944 werd het complex gebombardeerd en trok het grootste gedeelte van de Duitse troepen richting Arnhem om deel te nemen aan de gevechten. Op 17 april 1945 werd Ede bevrijd en vervolgens werd de kazerne ingericht als interneringskamp voor NSB'ers.
In de jaren 50 werd op de JWF-kazerne het Regiment Veld Artillerie van Essen opgericht en vrij snel hierna volgde de Luchtdoelartillerieschool (LUAS) die gebruik maakte van de Mauritskazerne en de JWF-kazerne. Later werd op de kazerne de zogenaamde Stingerbol gebouwd. Dit was een simulator om te oefenen met het Stingerraketsysteem. Daarnaast werd ook gebruikgemaakt van PRTL's en 40L70G luchtdoelkanonnen.
In 1983 werd de JWF-kazerne met vier andere kazernes samengevoegd tot het Kazernecomplex Ede-West, dat in 1994 de naam Prins Mauritskazerne kreeg.
In 2004 verhuisde de luchtdoelartillerie naar vliegbasis De Peel.
In de JWF-kazerne is geruime tijd het Luchtdoelartilleriemuseum gevestigd geweest. Dit is eveneens verhuisd naar vliegbasis De Peel. 

### Herbestemming
Op 1 januari 2011 heeft Defensie de Johan Willem Frisokazerne samen met de zes andere Edese kazernes overgedragen aan de gemeente Ede. De kazerneterreinen werden opgenomen in het woningbouwproject "Veluwse Poort". De kazernegebouwen die zijn aangemerkt als rijksmonument krijgen een prominente plaats in de nieuwe wijk Veluwse Poort, waarbij ze een herinnering vormen aan het militaire verleden van Ede.

### Akoesticum
Sinds 1 oktober 2014 is Akoesticum gevestigd in de Johan Willem Frisokazerne. Dit is een landelijk oefencentrum voor de podiumkunsten. Musici, acteurs en dansers kunnen in dit centrum oefenen en overnachten. Het gebouw is door Architect Hans Sluijmer geschikt gemaakt voor de nieuwe bestemming. Vanaf 2020 is er ook de mogelijk tot overnachten in het Cultuurhotel Akoesticum. Het initiatief voor de oprichting van Akoesticum werd genomen door Harold Lenselink. Tot 2022 was hij de directeur.